# Zelinda aurulenta
Zelinda aurulenta là một loài ruồi trong họ Tachinidae.